# Istopmotion
Istopmotion, av företaget skrivet iStopMotion, är ett program från Boinx Software med vars hjälp det är möjligt att gör animationer i så kallad stopmotionteknik.